# Witchcraft (Pendulum)
Witchcraft è un singolo del gruppo musicale australiano Pendulum, pubblicato il 16 luglio 2010 come secondo estratto dal terzo album in studio Immersion.

## Tracce
Testi e musiche di Rob Swire e Gareth McGrillen.
CD promozionale (Regno Unito)
1. Witchcraft (Original Mix) – 4:13
2. Witchcraft (Radio Edit) – 3:40

CD singolo (Regno Unito), download digitale
1. Witchcraft – 4:14
2. Witchcraft (Rob Swire's Drum-Step Mix) – 5:44
3. Witchcraft (Chuckie Remix) – 6:16
4. Witchcraft (John B Remix) – 6:54
5. Witchcraft (Netsky Remix) – 4:59

12" (Regno Unito)
- Lato A

1. Witchcraft (Rob Swire's Drum-Step Mix) – 5:44

- Lato B

1. Witchcraft (Netsky Remix) – 4:59

## Formazione
- Rob Swire – voce, sintetizzatore, programmazione, produzione
- Peredur ap Gwynedd – chitarra
- Gareth McGrillen – basso, sintetizzatore, programmazione, produzione
- Kevin "KJ" Sawka – batteria

## Classifiche
| Classifica (2010)      | Posizione massima |
| ---------------------- | ----------------- |
| Regno Unito            | 29                |
| Regno Unito (download) | 34                |
| Regno Unito (physical) | 21                |
| Scozia                 | 27                |